# ميتشل يوكلسون
ميتشل «ميتش» أ. يوكلسون (مواليد 1962) هو مؤرخ عسكري . ألف أربعة كتب منها: الجنود المقترضون: الأمريكيون تحت القيادة البريطانية عام 1918 ، والعديد من المقالات لمنشورات معروفة. يعتبر يوكلسون أحد الخبراء في موضوع الحرب العالمية الأولى . يقوم حاليًا بالتدريس في جامعة نورويتش ، ويعمل كخبير أرشيف استقصائي في إدارة المحفوظات والسجلات الوطنية . يقيم يوكلسون في أنابوليس .